# جیم ادواردز (بازیکن فوتبال، زاده ۱۸۷۴)
جیم ادواردز (انگلیسی: Jim Edwards؛؟ – ۱۸۷۴) بازیکن فوتبال ویلزی بود.
وی همچنین در تیم ملی فوتبال ولز، بین سالهای ۱۸۹۵ و ۱۸۹۷ میلادی، ۳ بازی کرده‌است.